# Верх-Чик
Верх-Чик (рос. Верх-Чик) — присілок у Ординському районі Новосибірської області Російської Федерації.
Входить до складу муніципального утворення Верх-Чикська сільрада. Населення становить 650 осіб (2010).

## Історія
Згідно із законом від 2 червня 2004 року органом місцевого самоврядування є Верх-Чикська сільрада.

## Населення
| 2002 | 2007 | 2010 |
| ---- | ---- | ---- |
| 722  | ↘696 | ↘650 |